# Hyptis indivisa
Hyptis indivisa là một loài thực vật có hoa trong họ Hoa môi. Loài này được Pilg. mô tả khoa học đầu tiên năm 1901.